# Donato Zampini
Pour les articles homonymes, voir Zampini.
Donato Zampini (né le 10 décembre 1926 à Saronno et mort le 20 mars 2007 à Fagnano Olona,) est un coureur cycliste italien.

## Palmarès
- 1947
  - 2e de la Coppa Agostoni

- 1948
  - Trofeo Banfo

- 1949
  - Gran Premio Villadossola

- 1950
  - 1re étape du Giro dei Tre Mari
  - Classement général du Tour de Sicile
  - 2e du Tour des Pouilles et Lucanie
  - 4e du Tour de Lombardie

- 1951
  - 5e étape du Tour de Sicile
  - 3e du Tour des Dolomites
  - 8e du Tour de Romandie

- 1952
  - 2e de Paris-Nice
  - 4e du Tour d'Italie
  - 7e du Tour de Romandie

- 1953
  - Tour du Tessin
  - 7e étape du Tour de Catalogne
  - 3e de Milan-Turin
  - 5e du Tour de Romandie
  - 7e du Tour de Suisse
  - 7e du Tour de Catalogne
  - 8e du Tour de Lombardie

- 1954
  - 3e étape de la Bicyclette basque
  - 2e étape du Tour des Asturies
  - 4e étape du Tour de Suisse
  - 2e du Gran Premio Industria di Belmonte-Piceno

## Résultats sur les grands tours

### Tour d'Italie
6 participations
- 1950 : 14e
- 1951 : 17e
- 1952 : 4e
- 1953 : 16e
- 1954 : 25e
- 1956 : abandon (18e étape)